# Anthocharis sara
Anthocharis sara är en fjärilsart som beskrevs av Lucas 1852. Anthocharis sara ingår i släktet Anthocharis och familjen vitfjärilar. Inga underarter finns listade i Catalogue of Life.

## Bildgalleri

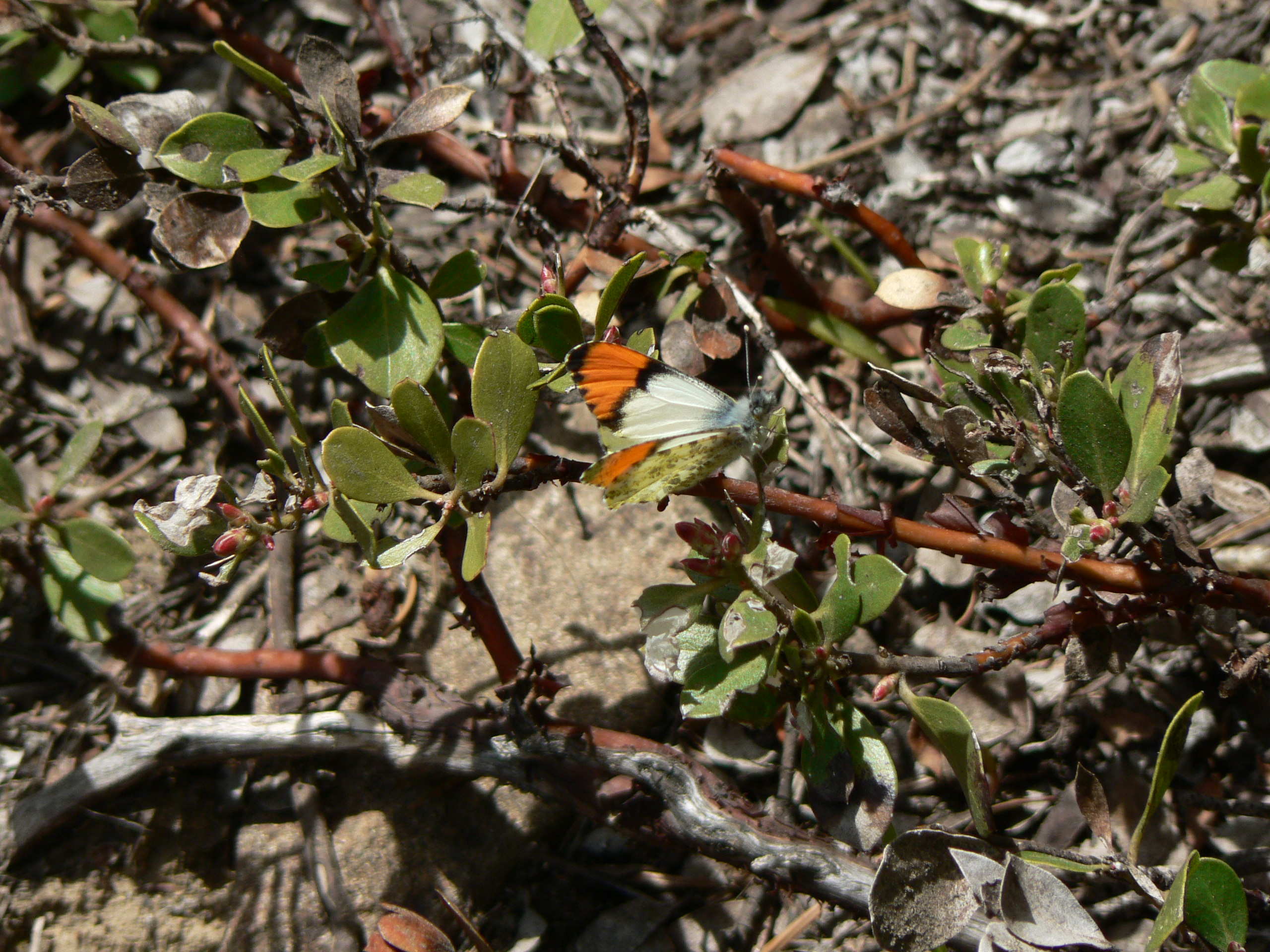
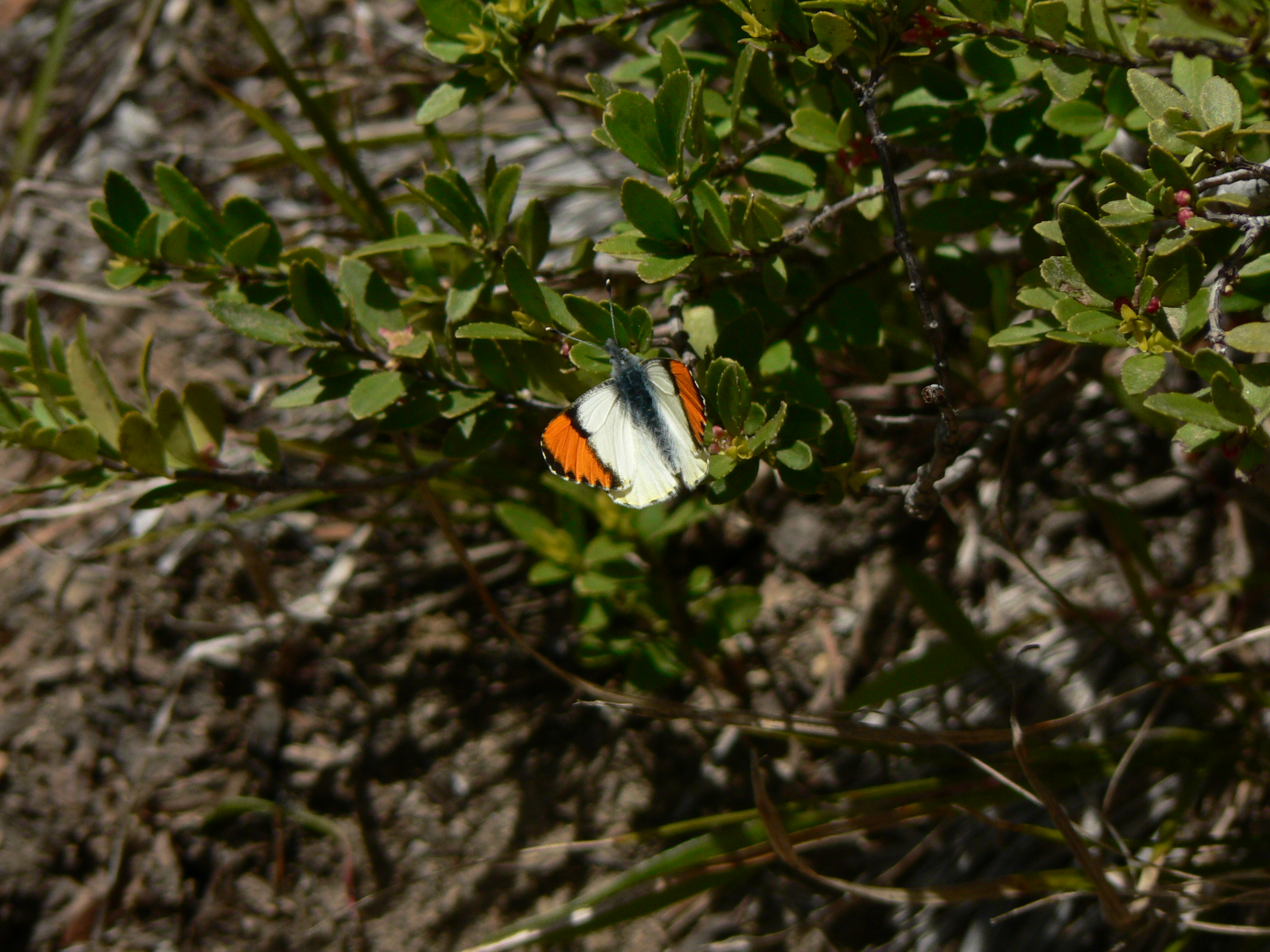
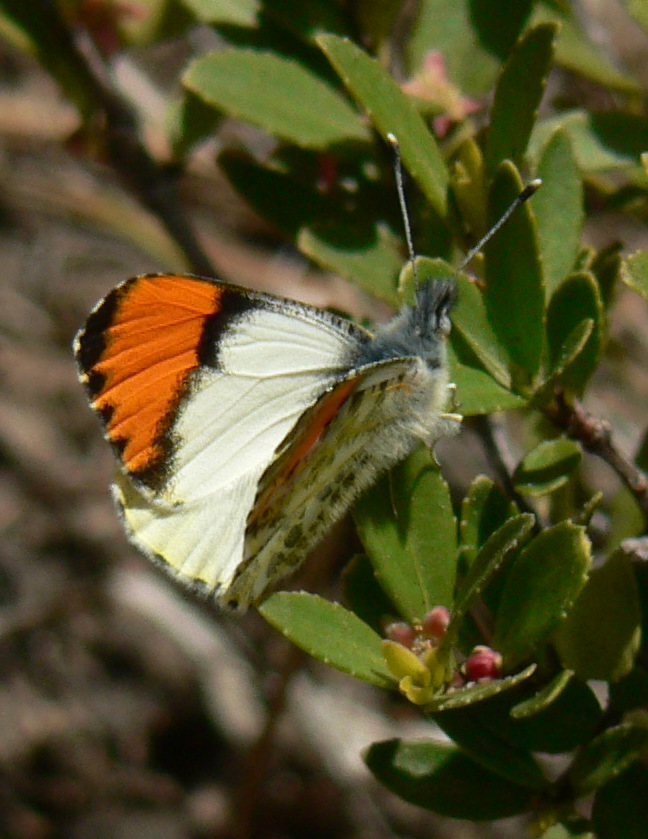
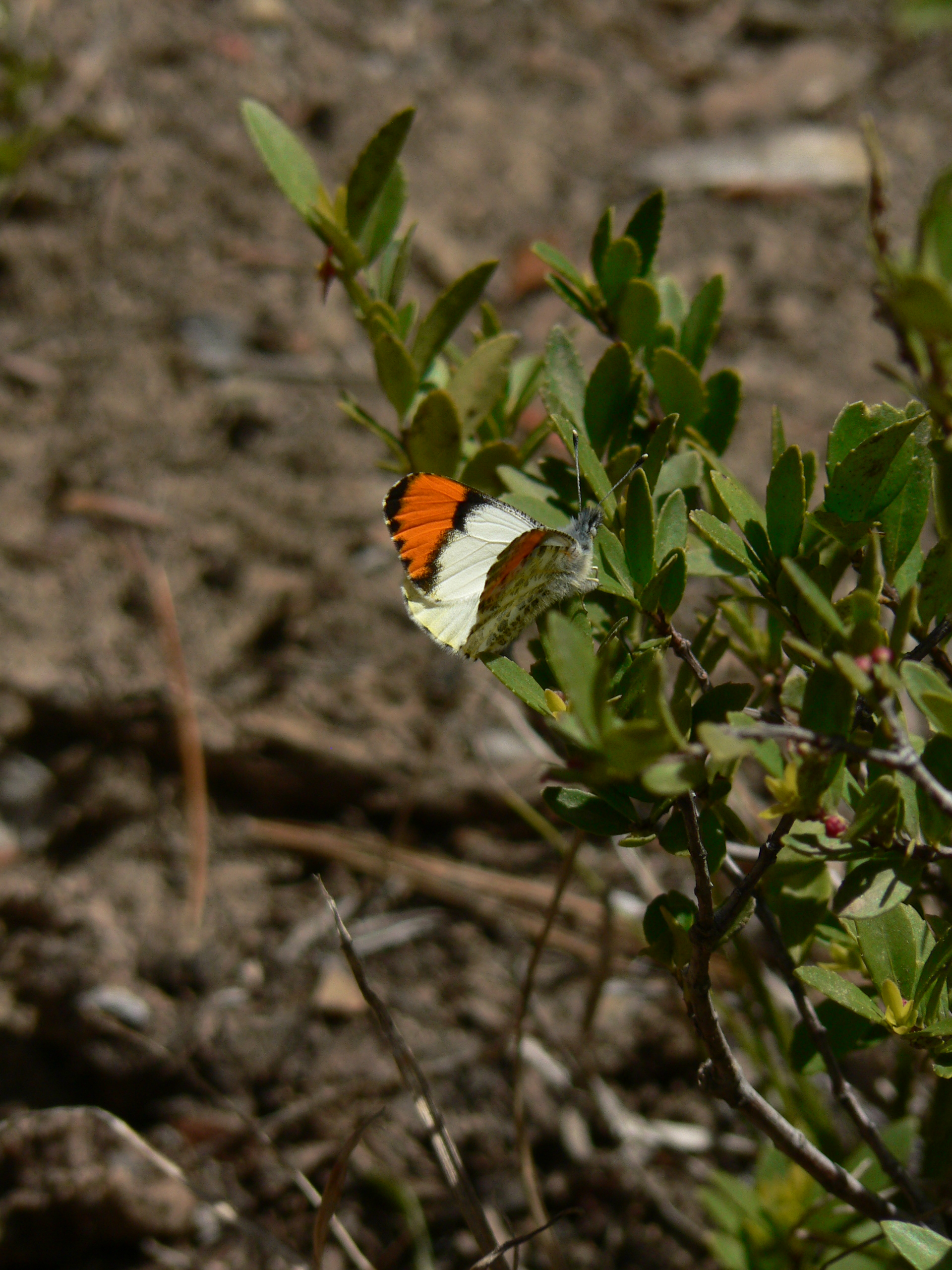
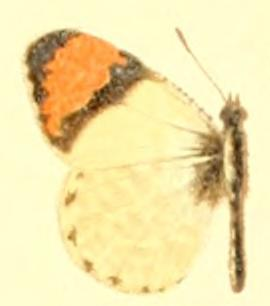
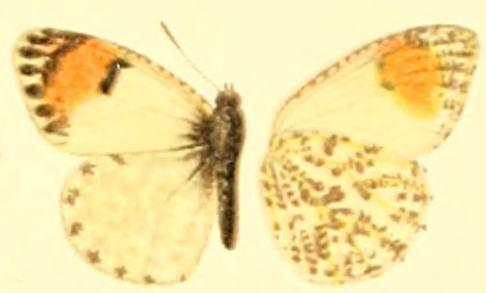